# 325136 Zhongnanshan
325136 Zhongnanshan è un asteroide della fascia principale. Scoperto nel 2008, presenta un'orbita caratterizzata da un semiasse maggiore pari a 2,5394625 au e da un'eccentricità di 0,1995353, inclinata di 13,16528° rispetto all'eclittica.